# おうし座22番星
おうし座22番星は、おうし座の恒星でプレアデス星団に属す。

## 固有名
固有名アステローペ(Asterope)またはステローペ(Sterope)は、同じプレアデス星団のおうし座21番星を指す。地球からは、21番星と22番星は2.4′離れて見え、アステローペは両方の恒星を指す分類があったが、2016年8月21日、国際天文学連合の恒星の固有名に関するワーキンググループが、Asterope を21番星の固有名として正式に承認し、22番星を外している。

## 画像

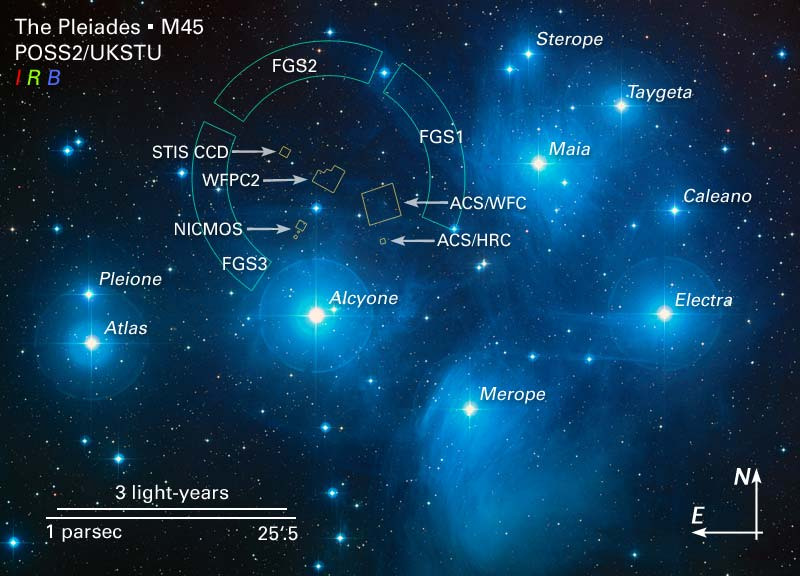
プレアデス星団での位置
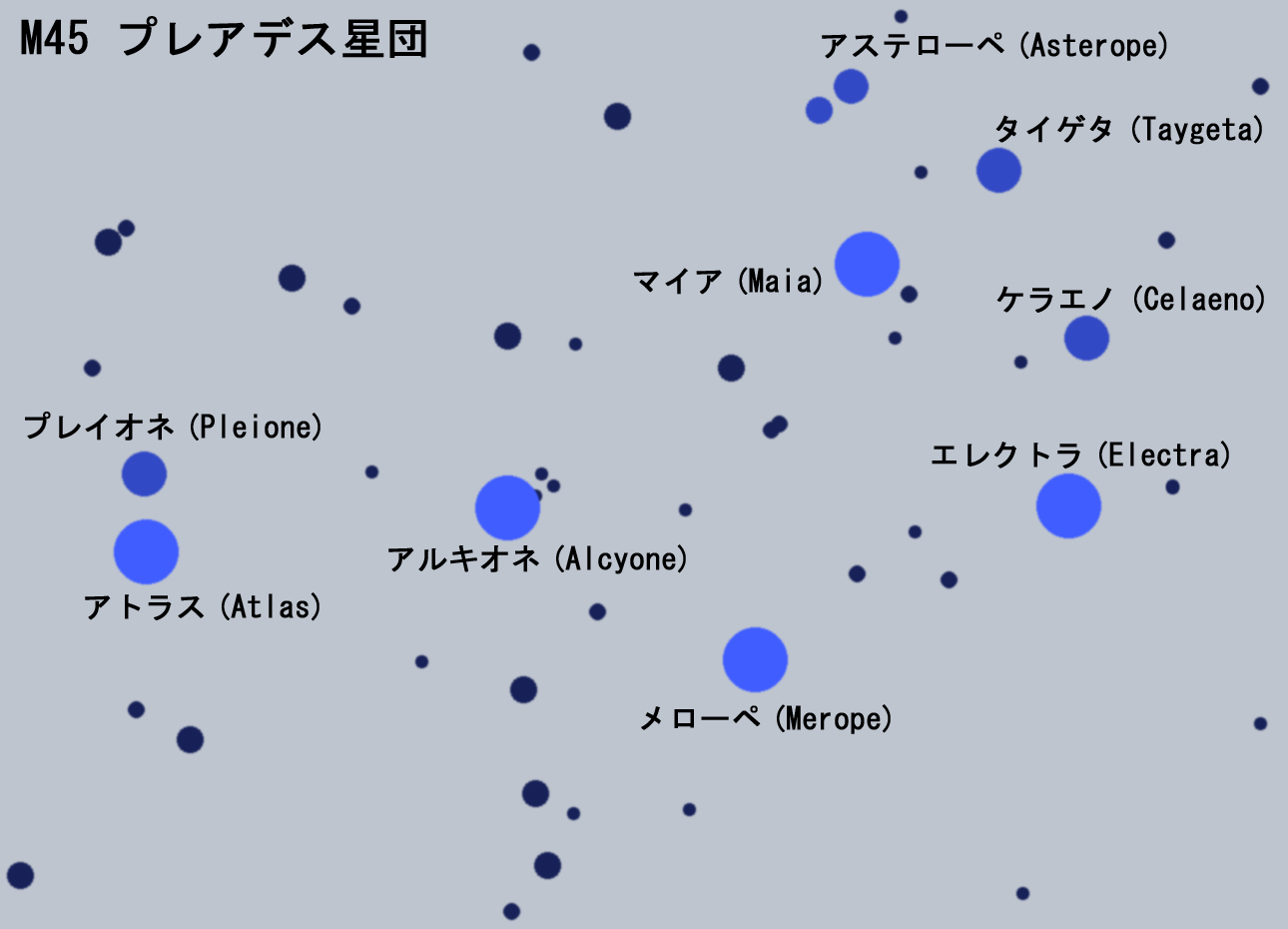
プレアデス星団の構成